# Dirk Baldinger
Dirk Baldinger (* 27. August 1971 in Freiburg im Breisgau) ist ein ehemaliger deutscher Radrennfahrer.
Als Amateur startete er für den Verein TSV Betzingen. 1993 wurde Dirk Baldinger Zweiter der Gesamtwertung der Rheinland-Pfalz-Rundfahrt. Im Jahr darauf wurde er deutscher Meister im Straßenrennen der Amateure und gewann den Giro delle Regioni.
1995 wurde Baldinger Profi, fuhr zunächst für das Radsportteam Polti und später für das Team Telekom sowie das Team Nürnberger. 1995 sowie 1996 startete er bei der Tour de France, konnte sie aber beide Male nicht beenden. Sein Ausscheiden im Jahre 1995 erfolgte unter tragischen Umständen: Am 18. Juli, auf der 15. Etappe, war Baldinger in einen Sturz verwickelt, bei dem sich der italienische Radrennfahrer Fabio Casartelli tödlich verletzte. Baldinger selbst wurde mit einem Beckenbruch ins Krankenhaus eingeliefert. Bei dieser Tour führte er für einen Tag die Wertung des besten Nachwuchsfahrers an. 2002 beendete er seine aktive Radsportlaufbahn.
Dem Radsport blieb Baldinger als Erster Vorsitzender des Radfahrvereins Edelweiß Merdingen 1923 verbunden. Auch engagiert er sich in der Lokalpolitik. Im Jahr 2016 übernahm er die sportliche Leitung des UCI Women’s Team Cervélo Bigla, bei dem er 2015 schon assistierender Sportlicher Leiter war. 2018 wechselte er als Sportlicher Leiter zu WNT Rotor Pro Cycling.